# Fairview (Utah)
Fairview é uma cidade localizada no estado norte-americano de Utah, no Condado de Sanpete.

## Demografia
Segundo o censo norte-americano de 2000, a sua população era de 1160 habitantes.
Em 2006, foi estimada uma população de 1161, um aumento de 1 (0.1%).

## Geografia
De acordo com o United States Census Bureau tem uma área de
3,2 km², dos quais 3,2 km² cobertos por terra e 0,0 km² cobertos por água. Fairview localiza-se a aproximadamente 1884 m acima do nível do mar.

## Localidades na vizinhança
O diagrama seguinte representa as localidades num raio de 24 km ao redor de Fairview.